# Herbert Hasler
Herbert George „Blondie“ Hasler DSO, OBE (* 27. Februar 1914 in Dublin; † 5. Mai 1987 in Glasgow) war ein britischer Militär, bekannter Einhand-Segler und Erfinder von Segler-Ausrüstung.

## Herkunft und Jugend
Er war ein jüngerer Sohn des Lieutenant Arthur Thomas Hasler, Quartiermeister des Royal Army Medical Corps, aus dessen Ehe mit Annie Georgina Andrews. Sein Vater ertrank 1917, als das Transportschiff Transylvania von einem deutschen U-Boot versenkt wurde. Herbert besuchte später mit einem Stipendium das Wellington College, wo er sich als Sportler hervortat, und wurde 1932 Offizier der Royal Marines. 

## Zweiter Weltkrieg
Im Zweiten Weltkrieg war er zunächst in Scapa Flow stationiert und wurde 1940 zur Unterstützung der französischen Fremdenlegion nach Narvik entsandt. Für seine Tätigkeit in Norwegen wurde er mentioned in despatches sowie als Officer des Order of the British Empire und mit dem französischen Croix de Guerre ausgezeichnet.
Der Öffentlichkeit bekannt wurde Hasler nach dem Krieg aber vor allem durch die von ihm geplante und persönlich im Dezember 1942 angeführte Operation Frankton, für welchen er als Companion des Distinguished Service Order ausgezeichnet wurde. Von einem U-Boot vor der Gironde im Meer abgesetzt, attackierte das Kommando bestehend aus zehn Soldaten in fünf Faltbooten vom Typ Cockle Mark 2 unter Verwendung von Haftminen deutsche Schiffe im Hafen von Bordeaux. Es konnten sechs Schiffe beschädigt werden, den Einsatz überlebten nur zwei Soldaten des britischen Kommandos, darunter Hasler. Sechs weitere Soldaten wurden vom deutschen Militär nach ihrer Festnahme exekutiert. Hasler und ein Kamerad entkamen mit Unterstützung der französischen Résistance über die Pyrenäen nach Spanien. Erst Anfang April 1943 gelangte er über Gibraltar zurück nach Großbritannien.
1944 wurde er in Britisch-Indien stationiert. Er erreichte den vollen Rang eines Majors und den temporären Rang eines Lieutenant-Colonel und schied im Juni 1948 als Invalide aus dem Militärdienst aus.

## Einhand-Segeln
Als Segler interessierten Hasler nach dem Krieg neuartige Formen der Besegelung sowie das Einhand-Segeln auf Langstrecke. Gemeinsam mit Francis Chichester initiierte er 1960 die erste Einhand-Atlantiküberquerung OSTAR und nahm an dieser von der Öffentlichkeit stark beachteten Regatta teil. Er unterlag in seinem umgebauten Folkeboot Jester (deutsch: Narr) zwar Francis Chichester und dessen deutlich größerer Gipsy Moth III, doch eine von ihm entwickelte Windsteueranlage wurde in den Folgejahren von vielen Einhand-Seglern übernommen und weiterentwickelt. Während der zweiten OSTAR-Regatta 1964 stellten Steueranlagen auf Hasler-Basis den Standard dar. In seinem Buch über die OSTAR-Regatta von 1964 schildert Éric Tabarly Hasler als unkonventionellen Tüftler mit Hang zur Geheimniskrämerei. Die von ihm 1960 und 1964 gesegelte Jester mit durchgehend geschlossenem Deck und Dschunkensegel galt als jeweils ungewöhnlichster Regatta-Teilnehmer. Diesen Status sollte die kleine Yacht für Jahrzehnte beibehalten; 1964 wurde Haslers Jester von Michael Richey übernommen, der sie bis 1988 durch alle OSTAR-Rennen führte, einen originalgetreuen Nachbau noch bis zu Richeys letzter OSTAR-Teilnahme 1996.

## Ehe und Nachkommen
Hasler heiratete 1965 die deutlich jüngere Bridget Mary Lindsay Fisher, Tochter des Rear-Admiral Ralph Lindsay Fisher. Mit ihr hatte er einen Sohn und eine Tochter.

## Werke
- Harbours and Anchorages of the North Coast of Brittany. Robert Ross and Company Ltd, London 1952.
- mit John Kenneth McLeod: Practical Junk Rig. Design, Aerodynamics & Handling. Adlard Coles Nautical, London 1988.